# Resolutie 307 Veiligheidsraad Verenigde Naties
Resolutie 307 van de Veiligheidsraad van de Verenigde Naties was de laatste VN-Veiligheidsraadsresolutie uit 1971. De resolutie werd op 21 december van dat jaar aangenomen. Dat gebeurde met dertien voor-stemmen en twee onthoudingen van Polen en de Sovjet-Unie. De resolutie vroeg een duurzaam staakt-het-vuren tussen India en Pakistan in Oost-Pakistan en internationale hulp voor de vluchtelingen.

## Achtergrond
India en Pakistan vochten al jaren om de regio Kasjmir. Ondanks vele voorgaande VN-resoluties en akkoorden over een staakt-het-vuren werd er nog steeds gevochten.
In december 1971 waren beide landen opnieuw slaags geraakt na maanden van politiek geweld in het kader van de door India gesteunde onafhankelijkheidsstrijd van Oost-Pakistan, tijdens welke het Pakistaanse leger grove mensenrechtenschendingen pleegde.
Met China dat Pakistan steunde en de Sovjet-Unie en Europese landen die eerder achter India stonden, maakte onenigheid over al dan niet oproepen tot een staakt-het-vuren of terugtrekking consensus onmogelijk. India stelde dat het Oost-Pakistaanse volk werd onderdrukt en dus accepteerde de Sovjet-Unie geen staakt-het-vuren of terugtrekking zonder daar een politieke oplossing aan te verbinden. China noemde India de agressor en stond achter Pakistans standpunt dat de gebeurtenissen in Oost-Pakistan een interne aangelegenheid waren waar de VN niet in moest tussenkomen.
Daarom verwees de Veiligheidsraad middels resolutie 303 de kwestie door naar de Algemene Vergadering van de Verenigde Naties. Die riep met een ruime meerderheid op tot een staakt-het-vuren en terugtrekking van beide partijen, wat Pakistan uitlegde als steun voor zijn territoriale integriteit. India hield zich hier niet aan, waarop de Verenigde Staten de kwestie terug op de agenda van de Veiligheidsraad zette.
Er volgden opnieuw verhitte debatten en op 15 december verliet de Pakistaanse delegatie zelfs de zaal. Na de Pakistaanse overgave kwam de nadruk toch op een politieke oplossing te liggen, zoals de Sovjet-Unie altijd had voorgestaan.

## Inhoud
De Veiligheidsraad had de ernstige situatie op het Indische subcontinent opnieuw besproken. Ook werd akte genomen van resolutie 2793 (XXVI) van de Algemene Vergadering en de reacties van Pakistan en India. Op 16 december was een staakt-het-vuren ontstaan.
De Veiligheidsraad wilde een duurzaam staakt-het-vuren op alle fronten tot de troepen waren teruggetrokken, ook in Jammu en Kasjmir. Tegelijkertijd werden alle lidstaten opgeroepen de situatie niet te verergeren.
De betrokken partijen moesten het nodige doen om mensenlevens te sparen en de Geneefse Conventies inzake de bescherming van gewonden, zieken, krijgsgevangenen en burgers na te leven. Men vroeg ook internationale hulp voor het lijden en de terugkeer van de vluchtelingen. Secretaris-generaal U Thant mocht een vertegenwoordiger sturen om de humanitaire problemen te helpen oplossen. Hem werd tevens gevraagd de Raad op de hoogte te houden over de ontwikkelingen inzake de uitvoering van deze resolutie.
Lijst ·  292 ·  293 ·  294 ·  295 ·  296 ·  297 ·  298 ·  299 ·  300 ·  301 ·  302 ·  303 ·  304 ·  305 ·  306 ·  307